# Llukutter
Lluc Flotats, conegut amb el sobrenom de Llukutter i, anteriorment, Cuc Roig, és un educador social i artista de carrer català autodidacta que treballa amb esprai i estergit.
La seva obra es basa en fotografies, algun cop antigues, que li permeten crear unes plantilles amb les quals estampa a la paret en murals de grans dimensions diferents capes segons el nombre de colors que utilitzi. El seu nom artístic és un joc del paraules a partir del nom, Lluc, i el cúter, que és la eina que més utilitza.